# Corbés
Corbés (en francès Corbès) és un municipi francès situat al departament del Gard i a la regió d'Occitània.